# Mathieu Guichard
Mathieu Guichard, né le 16 janvier 1988, à Clermont-Ferrand, dans le Puy-de-Dôme, est un joueur français de basket-ball. Il évolue au poste de meneur à Saint-Chamond Basket.